# Carlos Aparicio Saldaña
Carlos Aparicio (Callao, 2 de julio de 1956) es un entrenador de vóley peruano. Fue director técnico de vóley de Alianza Lima y de la selección femenina de vóley de Perú.

## Biografía
Nació el 2 de julio de 1956 en el distrito de Bellavista, Callao. Fue el segundo hijo de cuatro hermanos, hijos de Enrique Aparicio Puente y Sebastiana Saldaña Velásquez. Acabó sus estudios secundarios en el Colegio Guadalupe en el año 1973. Estudió educación física en la Universidad Nacional Mayor de San Marcos, donde conoció a su esposa, Edisa Mori, también deportista y profesora de educación física. Tiene 4 hijos; el mayor nació en 1982, Pedro Antonio Kohji Aparicio Mori; luego su hija nació en 1985, Edisa Kyomi del Pilar Aparicio Mori; Carlos Jesús Kenji Aparicio Mori nació en 1986; y el último hijo, Roberto Efraín Koichi Aparicio Mori nació en 1992. Los cuatro hijos se formaron en el Club Alianza Lima, donde son deportistas.

## Trayectoria
Estudió en el Colegio Guadalupe donde jugaba básquet y fútbol. La afición al deporte lo llevó a estudiar educación física en la Universidad Nacional Mayor de San Marcos, en una de las asignaturas estudio sobre el vóley, ese estudio teórico lo complementaría jugando vóley en forma recreativa, para luego empezar practicarlo de manera constante hasta hacerlo de manera profesional logrando que en el año 1976, Akira Kato lo convoque a la selección masculina de voley de Perú. Jugando por la selección decidió profundizar sus estudios, de ese modo, participó en un curso internacional en el año 1980, luego ganó una beca para Japón en el año 1984. Realizó otro curso en el año 1989 y obtuvo el primer lugar, lo cual posibilitó que lo nombrarán instructor nacional. Después fue a un curso internacional en Puerto Rico, en el año 1989, esta teoría siempre estaría involucrada con la práctica, porque desde el año 1991 se inició como entrenador profesional dirigiendo al Club Alianza Lima Vóley, hasta el año 2022.

## Resultados

### Premios Individuales

#### Como entrenador
- 1991:  Campeón de la División Superior Nacional de Vóley con Alianza Lima.
- 1992:  Campeón de la División Superior Nacional de Vóley con Alianza Lima.
- 1992:  Tercero en el Campeonato Sudamericano de Clubes de Voleibol Femenino.
- 1993:  Campeón de la División Superior Nacional de Vóley con Alianza Lima.
- 1993:  Tercero en el Campeonato Sudamericano de Clubes de Voleibol Femenino.
- 1994:  Subcampeón del Campeonato Sudamericano de Clubes de Voleibol Femenino.
- 2020:  Subcampeón de la Copa Nacional de Vóley Movistar con Alianza Lima.
- 2021:  Subcampeón de la Liga Nacional Superior de Voleibol Femenino 2020-21 con Alianza Lima.
- 2022:  Subcampeón de la Liga Nacional Superior de Voleibol Femenino 2021-22 con Alianza Lima